# Leonardtown
Leonardtown település az Amerikai Egyesült Államok Maryland államában, Saint Mary's megyében, melynek megyeszékhelye is. Lakosainak száma 4563 fő (2020. április 1.).

## Népesség
A település népességének változása:

| 2010 | 2 930 |
| 2020 | 4 563 |